# Angie Reed

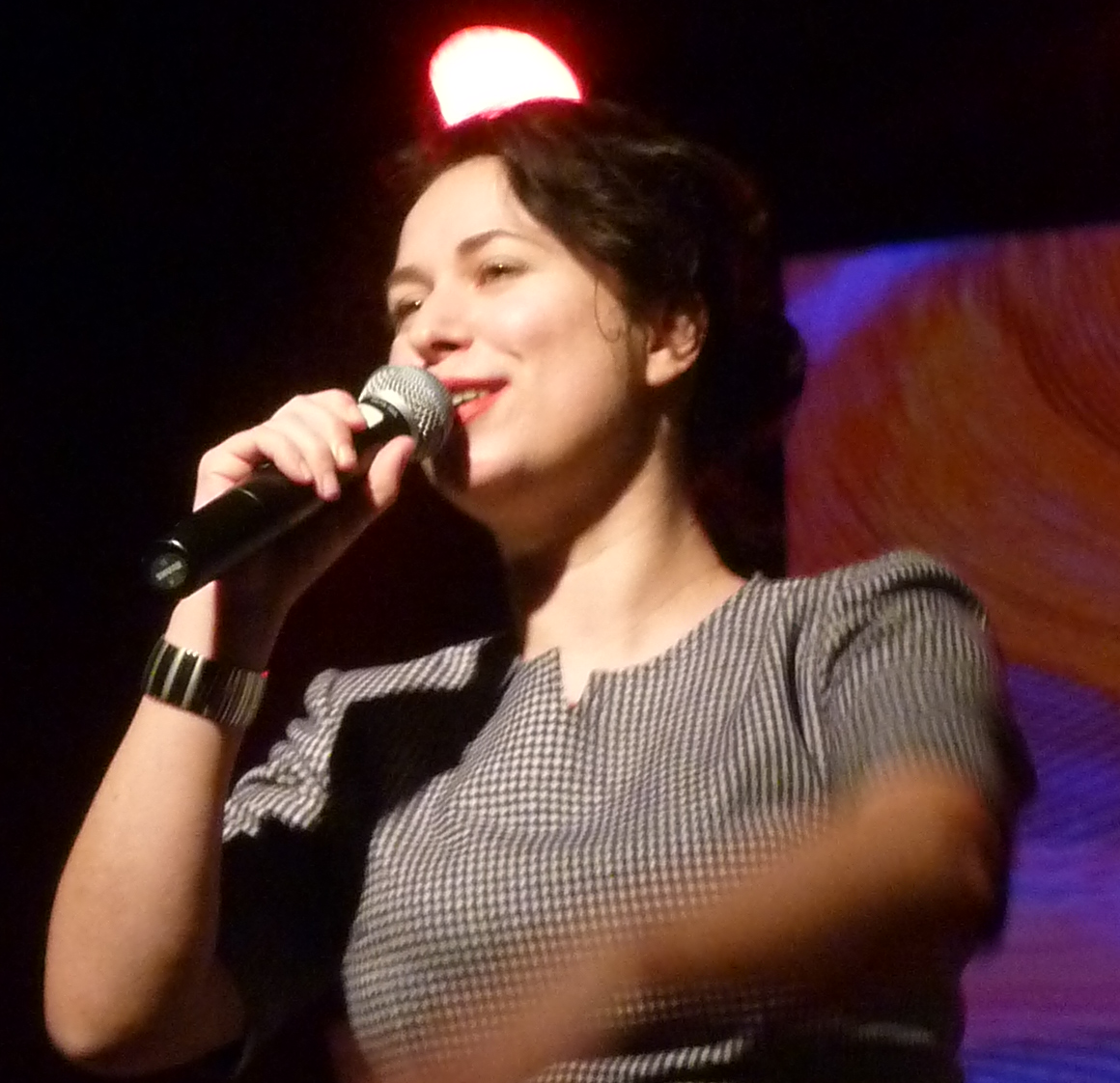
Angie Reed im Maria am Ostbahnhof

Angie Reed (* 1973 in Troy, Missouri) ist eine US-amerikanische Sängerin, Musikerin, Multiinstrumentalistin und Künstlerin. Ihr musikalisches Spektrum erstreckt sich von Electronica bis Rock.

## Leben und Wirken
Angie Reed wurde 1973 in den USA in Troy im Bundesstaat Missouri geboren. Anfang der 1990er-Jahre besuchte sie das Liceo Artistico in Vicenza in Italien. Mitte der 1990er-Jahre kam sie nach Berlin. Von 1997 bis 2002 studierte sie Kunst an der Universität der Künste Berlin und war ab 2003 Meisterschülerin bei Katharina Sieverding.
Von 1996 bis 2000 spielte sie Bass in der Band Stereo Total. Nach einer intensiven internationalen Tour von Stereo Total im Jahr 1999 löste sich die damalige Konstellation der Band auf.
Im Jahr 2000 gründete Angie Reed die Band Pamela Des Barres Entertainment.
Parallel dazu entwickelte sie die Performance Barbara Brockhaus Live Secretary Show, die sie international aufführte. Unter dem Alter Ego Barbara Brockhaus veröffentlichte sie 2003 ihr Debüt-Konzeptalbum The Best Of Barbara Brockhaus, das von Patric Catani und Bomb 20 co-produziert wurde. Für das Album spielte sie alle Instrumente selbst ein.
Für ihre Live-Shows kreiert sie ihre eigenen Videos und Bilder. Zudem hat sie bereits mit zahlreichen bekannten Bands und Musikern zusammengearbeitet, wie zum Beispiel Die Goldenen Zitronen, Chilly Gonzales, Eric D. Clark oder Namosh. 
Des Weiteren arbeitet sie noch als Malerin und wirkte als Schauspielerin in Theater und in Filmen, so unter anderem in dem 2006 für den Max-Ophüls-Preis nominierten Ladybug mit. 2011 und 2012 spielte sie im Festspielhaus Hellerau in X Gebote von norton.commander.productions die Maria Magdalena.
Sie produzierte die Web-TV Show „The Temporary Autonomous Zone“ für den Culture Control channel bei Hobnox.
Angie Reed lebt auf den Azoren und war dort einige Jahre unter dem Namen Miss Take Host ihrer eigenen Radio Show: Take 5 with Miss Take. 

## Diskografie

### MitStereo Total
- 1997: Supergirl, Single
- 1997: Schön von hinten, Single
- 1997: Monokini, Album
- 1998: Cover Girl, Single
- 1998: Juke-Box-Alarm, Album
- 1999: Beautycase, Single
- 1999: My Melody, Album
- 2000: Total Pop (Best of), Album

### AlsBarbara Brockhaus
- 2003: Angie Reed Presents The Best of Barbara Brockhaus (CD / LP, Chicks on Speed Records)
- 2005: XZY Frequency (CD, Chicks on Speed Records)
- 2005: Hustle a Hustler (Remix-Single, Chicks on Speed Records)